# IC 3578
IC 3578 ist eine Zwerggalaxie vom Hubble-Typ dS im Sternbild Jungfrau am Nordsternhimmel, die schätzungsweise 29 Millionen Lichtjahre von der Milchstraße entfernt ist.

Das Objekt wurde am 10. Mai 1904 von Royal Harwood Frost entdeckt.